# Tonneins
Tonneins é uma comuna francesa na região administrativa da Nova Aquitânia, no departamento Lot-et-Garonne. Estende-se por uma área de 34,83 km². Em 2010 a comuna tinha 9 333 habitantes (densidade: 268 hab./km²).